# Samuel Elsner
Johann Gottlob Samuel Elsner (* 11. Dezember 1778 in Berlin; † 30. August 1856 ebenda) war ein deutscher Kaufmann und eine der prägenden Persönlichkeiten der Berliner Erweckungsbewegung in der ersten Hälfte des 19. Jahrhunderts.

## Leben
Samuel Elsner stammte aus einem frommen Elternhaus; seine Familie gehörte der Böhmischen Gemeinde in Berlin an. Als 14-Jähriger kam er zu Geheimrat Gottlob Friedrich Hil(l)mer und wurde Abschreiber der Immediat-Examinationskommission, die die Ausführung des Wöllnerschen Religionsedikts überwachen sollte.
Er machte eine Lehre als Weber und war später erfolgreich im Baumwollhandel tätig. 

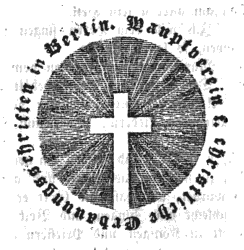
Logo des Hauptvereins für christliche Erbauungsschriften (1834)

Elsner gehörte zum Kreis um Johannes Jaenicke, der 1805 die Biblische Gesellschaft gründete, aus der 1814 die Preußische Hauptbibelgesellschaft entstand. Von 1814 bis 1816 war er einer der Directoren der Bibelgesellschaft, gleichzeitig und noch bis zu seinem Tod ihr Erster Sekretär. 1811/12 gehörte er zu den Gründern des Traktatvereins, der ab 1816 als Berliner Hauptverein für christliche Erbauungsschriften in den preußischen Staaten firmierte. Elsner war von 1814 bis 1855 dessen Sekretär; sein Haus Spandauer Straße 40 diente zugleich als Schriftenlager des Vereins von 1816 bis 1856, und er fungierte auch selbst als Verleger. Zu den erfolgreichsten Schriften zählte der 1823 von Elsner angeregte Traktat August Tholucks Guido und Julius: Die Lehre von der Sünde und vom Versöhner, oder: Die wahre Weihe des Zweiflers, in dem er sein Erweckungserlebnis verarbeitete.
Elsner war seit Beginn 1817 Herausgeber des Korrespondenzblattes der Preußischen Haupt-Bibelgesellschaft Neueste Nachrichten aus dem Reiche Gottes, mit dem er nach Einschätzung von Peter Maser das vielleicht wichtigste Kommunikationsmittel schuf, das die Erweckungsbewegung jemals besessen hat.
Elsner starb an den Folgen eines Schlaganfalls. Seine Trauerfeier hielt Johann Friedrich Arndt.

## Schriften
- (Hrsg.): Geistlicher Liederschatz: Sammlung der vorzüglichsten geistlichen Liede für Kirche, Schule und Haus und alle Lebensverhältnisse. Berlin: Elsner 1832 (Digitalisat)

Elsner schrieb eine ganze Reihe an Hochzeitsgedichten, meist in plattdeutscher Sprache:
- As de Hövetmann Hinrik von Rohr unn de Junkfruwe Julie Mangold Brutlacht Hochtiet hadde den 5. Juni 1834. Berlin: Trowitzsch 1834
- As min lever Fründ unn Broder Carl Bertram Kgl. Preuss. Ingenier-Geograph sine Brudt de Jungfruwe Emilie Mangold tho Hus brächte heimführte den 3. November 1834 hadde by dise Brudtlacht sine Gedanken oever Munster goder Ehen in de Hillige Schrift yuver oller Fründ unn Broder Johann Gottlob Samuel Elsner. Berlin: Trowitzsch 1834
- To de Brutlacht der Christliken Prediger Friedrich Arndt unde de Junkfrouwe Serena Albanus den 21. Januar 1835 hadde sine Betrachtungen över de Worde Pauli 1. Tim. 4, v. 1-3 yuver olle Fründ unn Broder Johann Gottlob Samuel Elsner. Berlin: Weckerle 1835
- Mein Erbtheil als Mitgabe am Tage der ehelichen Einsegnung des Kgl. Preuss. Premier Lieutnants Herrn Joh. Christ. Westphal mit meiner Tochter der Jungfrau E. L. Auguste Elsner den 25. Juli 1836. Berlin: Weckerle 1836
- To de Brutlacht det Junkmans Carl Friedrich Seiffert unde de Junkfrouwe Marie Ludovike Agnes Weisskopf am 3. Dez. 1838 hadde syne Betrachtunge oever de Worde det Propheten Jesaia Cap. 46, v. 4 yuver oller Fründ Hans Gottlov [d.i. Johann Gottlob Samuel Elsner]. Berlin: Jahncke 1838
- To de Brutlacht det Junkmans Albert Bötzow unde de Junkfrouwe Hedwig Lydia Amalie Stuhr am 30. Sept. 1848 hadde syne Betrachtunge oever de Worde det Propheten Jesaia Cap. 46, v. 4 yuver oller Fründ Hans Gottlov S. Elsner. Berlin: Schantze 1848